# Metković
Metković (italsky Metkovich, italsky Porto Narenta) je město v Chorvatsku, v Dubrovincko-neretvanské župě. Nachází se na jihu země, nedaleko moře na břehu řeky Neretvy. Žije zde 13 873 obyvatel, z nichž je 96,42 % Chorvatů.
Hranice mezi Chorvatskem a Bosnou a Hercegovinou prochází přímo na východním okraji města a kolmo přes řeku Neretvu. Od roku 2013 se jedná o vnější hranici Evropské unie. Hranice mnohde prochází skrz zastavěnou část města; vzhledem ke skutečnosti, že až do roku 1991 se jednalo spíše o hranici administrativní se zde nacházela i místa, kde bylo možné z Chorvatska do Bosny a Hercegoviny přejít bez oficiální kontroly.

## Název
Název města je slovanského původu a vznikl od příjmení Metko. Do počátku 20. století byl název obce znám v pomnožném čísle jako Metkovići (srovnatelně jako řada dalších toponym na území dnešního Chorvatska, Bosny a Hercegoviny nebo Černé Hory).

## Klimatické poměry
Město má se svým okolím teplé středomořské klima. Průměrná roční teplota zde činí 15,7 °C. Nejchladnějšími měsíci jsou prosinec, leden a únor, přesněji potom konec ledna, kdy průměrná teplota dosahuje pouhých 2,5 °C. Mrzne jen zřídka; rekordní nízká teplota zde byla zaznamenána v roce 1947, a to −11 °C. Sníh je vzácný. 
V létě se teploty pohybují i okolo 35 °C a rekord dosahuje 40 °C. V zimních měsících spadnou cca dvě třetiny všech srážek za rok. Ten činí pro deltu řeky Neretvy 1300 m n. m.

## Historie
Na místě současného města se nejspíše nacházela ilyrská osada.
První zmínka o Metkovići je z roku 1422, v té době to bylo malé sídlo, kde působili celníci. Obec byla známá pod poitalianizovaným názvem (Metcovich). V závěru 15. století se opět objevil v Jmenném soupisu sandžaku vilájetu Hercegoviny, nicméně bez informace o tom, zdali se jednalo o trvale obydlené sídlo. Až do 19. století zde nicméně nejspíše vesnice stála. 
Původní vesnice se rozvíjela na západním a severozápadním svahu kopce Šibanica přiléhajícím k řece Neretvě. Podle druhého vojenského mapování tudy vedla silnice z jižní Dalmácie k údolí řeky Neretvy a dále na území Bosny.
Během francouzské nadvlády nad Dalmácií byla ustanovena obec (općina) zahrnující řadu okolních vesnic a Metković byl jejím centrem, do té doby se radnice nacházela v Opuzenu. Za rakouské vlády došlo k zavedení pošty a vzniku školy. Díky svojí blízkosti k Osmanské říši také bohatlo z obchodu. Přítomná zde dlouhou dobu byla malá italská menšina (v roce 1880 se k ní přihlásilo 4,8 % obyvatel). V roce 1873 je doložena první zmínka o existenci předchůdce současné městské knihovny. Již od poloviny 19. století byla zvažována výstavba železnice právě z Metkoviće dále do vnitrozemí a do Bosny, přesněji do Mostaru. Trať byla nicméně realizována později. 
V 70. letech 19. století se část místního obyvatelstva zapojila do tzv. Hercegovského povstání v sousední Bosně. Jejich participaci podporovaly rakousko-uherské úřady, které doufaly v destabilizaci nejzápadnější části Osmanské říše.

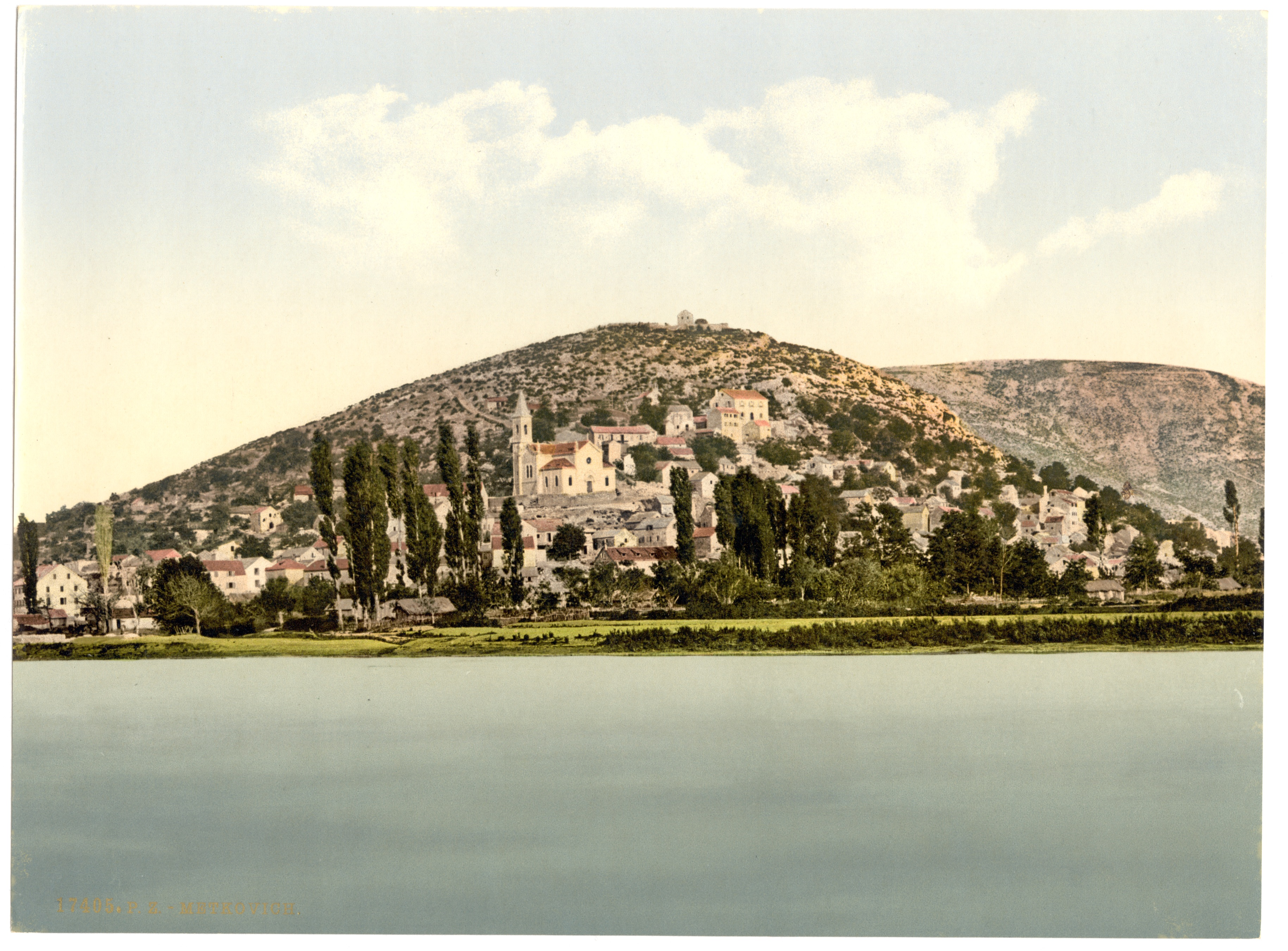
Metković v závěru 19. století.

V letech 1881 až 1889 byla uskutečněna regulace koryta řeky Neretvy na území města. Vybudování hrází a odvodňovacích kanálů znemožnilo další možné záplavy a ničení města přírodními živly. V roce 1895 byl vybudován most přes řeku Neretvu a obdobné době získal Metković také železniční trať do Bosny. Metković byl nicméně tehdy poslední stanicí (trať byla později prodloužena k břehům moře). Rozvoj obchodu i dopravy byl možný především díky velkým rakouským investicím právě v sousední Bosně a Hercegovině. V Metkovići byl také rozvíjen přístav, který získal statut přístavu námořního. Jeho význam dokládá i italský název města, který doslova v češtině znamená Přístav na Neretvě. Od roku 1878 (do roku 1942) působila v Metkovići Matice chorvatská. Jak nový přístav, most i nádraží (na druhém břehu řeky, oproti historickému středu města), zaznamenalo třetí vojenské mapování. Kvůli lodní dopravě byla také narovnána až po Metković řeka Neretva, zasypány tak byla některá ramena. Ve městě se také nacházely vojenské kasárny.
Na rozdíl od jiných měst přímo na dalmatském pobřeží nežila v Metkovići početnější komunita Italů. V roce 1880 zde činili jen 4,8 % obyvatelstva. Tehdy mělo město zhruba dva tisíce obyvatel.
Roku 1914 v Metkovići přestupoval František Ferdinand d'Este při své cestě do Sarajeva z jachty Dalmat plující proti proudu Neretvy na železnici. Po stejné trase byly po atentátu dopraveny ostatky zavražděných manželů zpět do Rakouska. Město a jeho okolí bylo během konfliktu ušetřeno většiny bojů, bylo však jedním z tranzitních míst pro mobilizované vojáky, kteří byli odesíláni na balkánská bojiště. Místní obyvatelstvo bylo mobilizováno. Po průlomu Soluňské fronty a v okamžiku zániku Rakousko-Uherska vstoupily do města dne 13. listopadu 1918 srbské jednotky na cestě do Trebinje na území dnešní Bosny. Město se stalo součástí Království Srbů, Chorvatů a Slovinců.
V roce 1929 byl Metković administrativně připojen k tzv. Přímořské bánovině, jedné z několika částí Království Jugoslávie. V této době došlo ve městě k řadě kroků, které měly zdůraznit nově vzniklé jugoslávské království. Hotel Austria byl přejmenován na hotel Beograd. Místní most byl také pojmenován podle budoucího krále Petra II. Obyvatelstvo Metkoviće se živilo především zemědělstvím, obchodem a do menší míry i pohostinstvím. Hlavním limitem pro obdělávání půdy byly nicméně rozsáhlé močály, jejichž rozloha dosahovala až 14 000 ha. 
Během druhé světové války probíhaly od dubna 1942 partyzánské operace v regionu. V blízkosti Metkoviće se navíc odehrála bitva o tzv. Vlčí soutěsku (srbochorvatsky Vukov klanac).
V roce 1981 byl místní přístav integrován jako součást přístavu v nedalekém Ploče.
V letech 1991 až 1992 byl Metković ostřelován během chorvatské války za nezávislost.

## Životní prostředí a zeleň

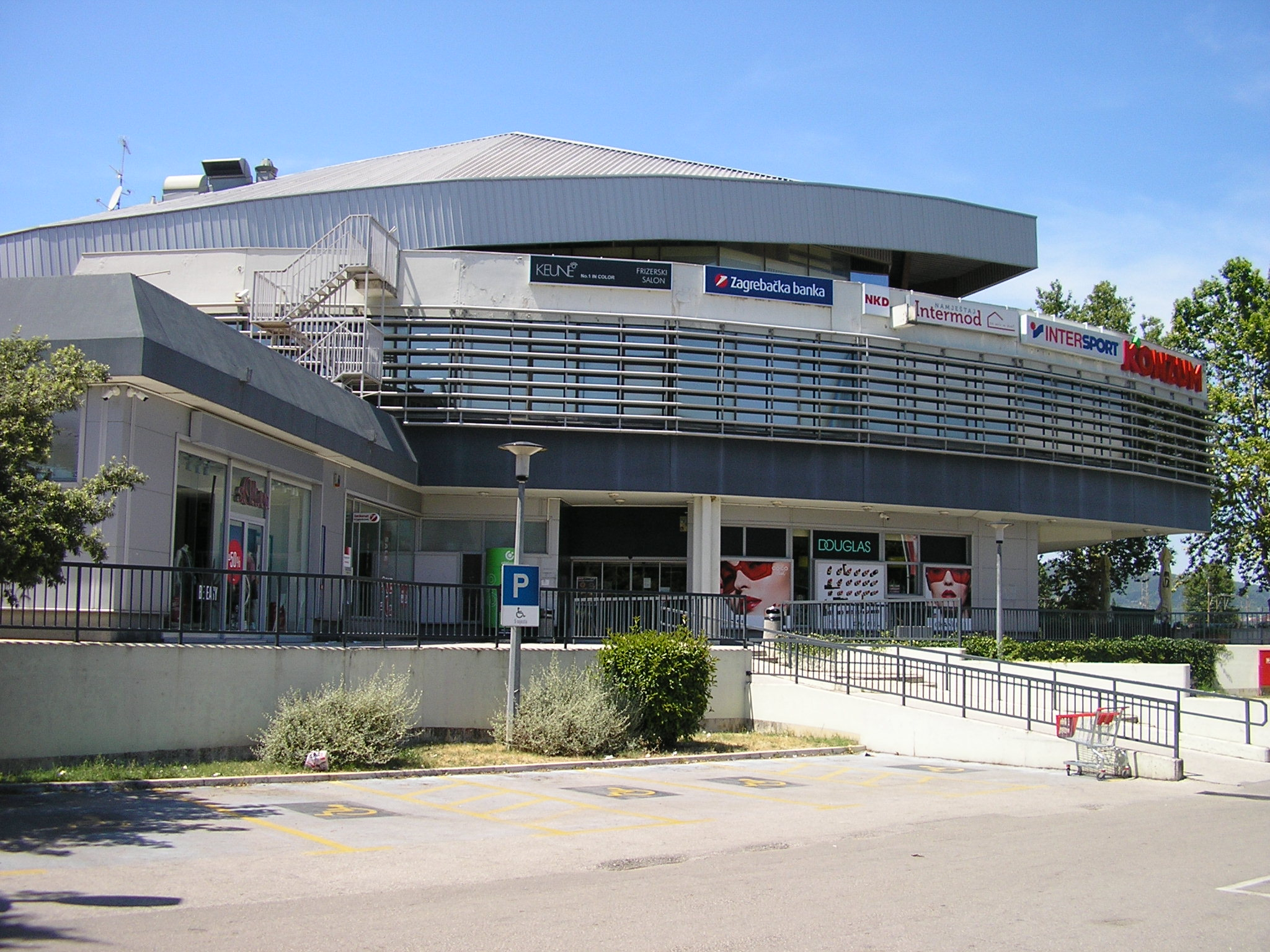
Obchodní centrum v Metkovići

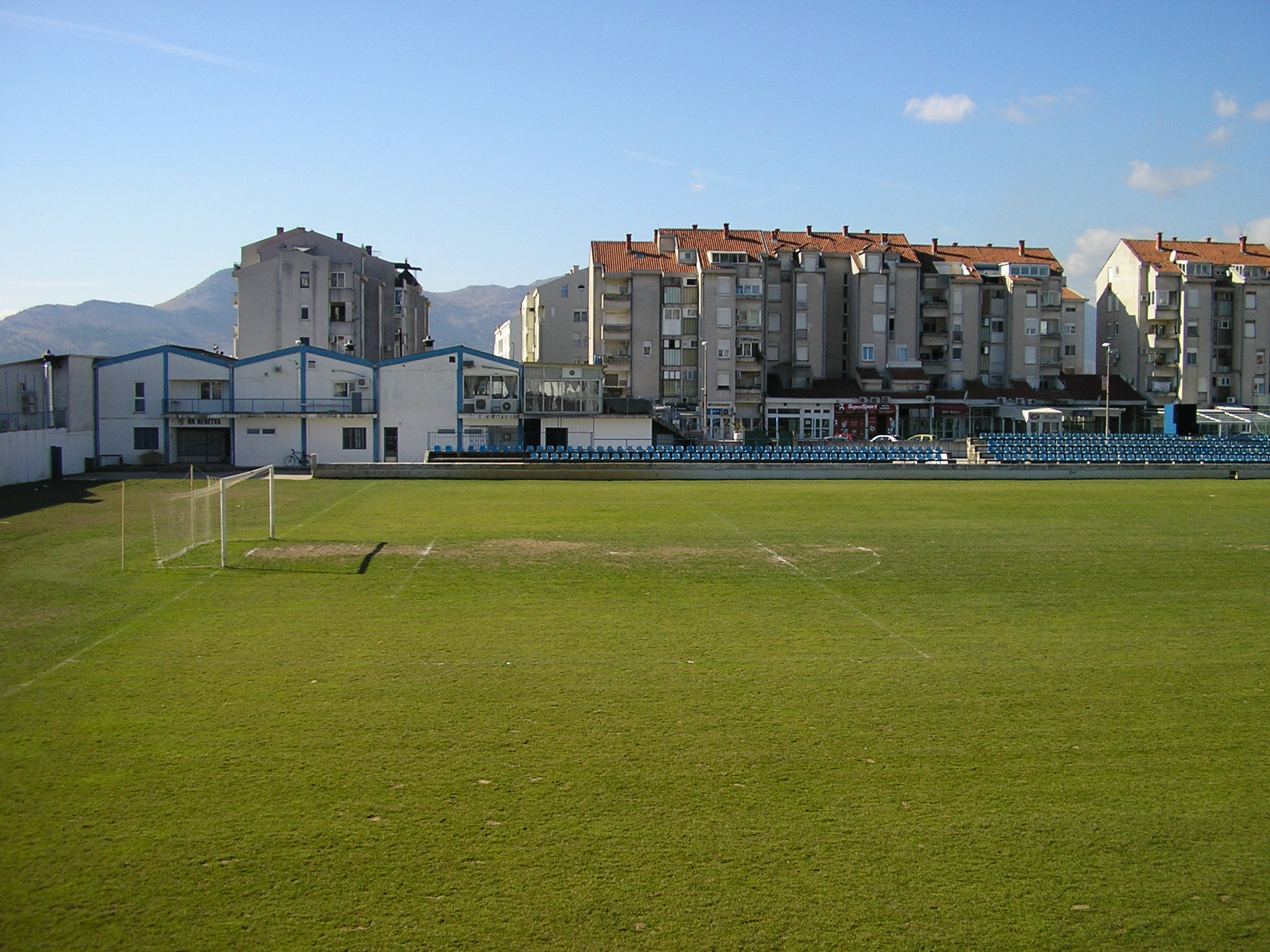
Fotbalový stadion

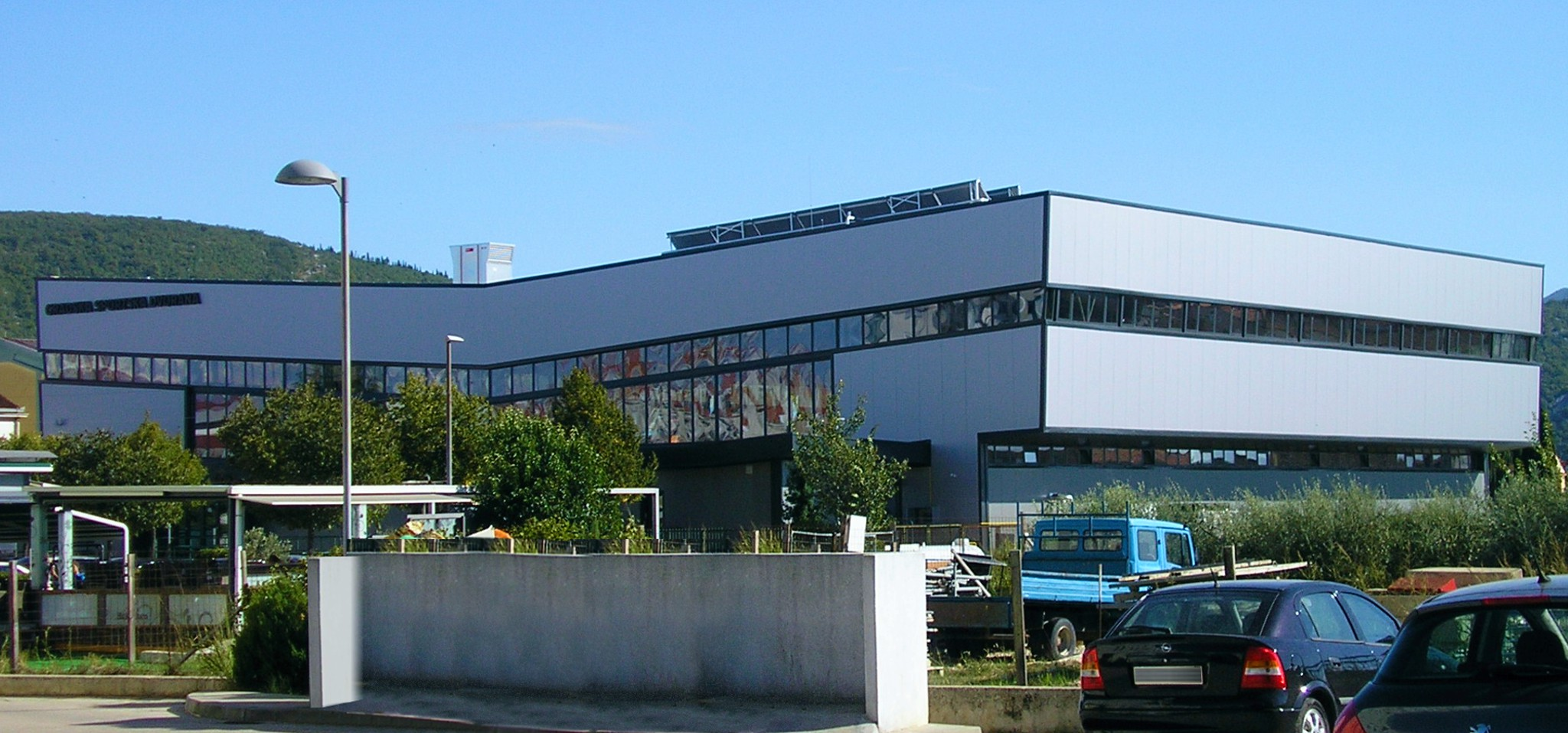
Sportovní hala Metković

Na místě původního ostrova pisek u řeky Neretvy se dnes nachází Městský park. Byl obnoven po roce 2010.

## Kultura a památky
- Kostel svatého Eliáše (chorvatsky Crkva svetog Iliji), katolický, postaven roku 1871. Prorok Eliáš je považován za patrona města.
- Kostel svatého Jiří (chorvatsky Crkva svetog Đorđa), pravoslavný
- Modernistický kostel sv. Františka z Assisi.
- V Metkovići se také nachází přírodopisné muzeum (chorvatsky Prirodoslovni muzej). Ve stejné budově sídlí i městská knihovna.tma

## Ekonomika
Poblíž železniční trati se nachází různé průmyslové areály, napojené na dráhu.

## Doprava
Městem prochází železniční trať ze Sarajeva do města Ploče a hlavní silniční tahy z Mostaru údolím řeky Neretvy k jaderskému pobřeží. Jediné nádraží se nachází na břehu řeky, na druhé straně od starého města.
Výhledově má být přes Metković (resp. blízké okolí města) vedena i chorvatská dálnice A1 v úseku ze Splitu do Dubrovníka. Řeku Neretvu má překonávat po několik set metrů dlouhém viaduktu, u samotného města bude umístěna mimoúrovňová křižovatka.